# Imienko
Imienko – osada śródleśna w województwie zachodniopomorskim, w powiecie świdwińskim, w gminie Połczyn-Zdrój, 1,5 km na południowy zachód od Bronowa.
0,3 km na południowy wschód, w lesie, źródła rzeki Rega (53°42'49"N x 15°57'51"E).
W latach 1975–1998 miejscowość administracyjnie należała do województwa koszalińskiego.